# Enger Motor Car Company
Enger Motor Car Company war ein US-amerikanischer Automobilhersteller, der von 1909 bis 1917 in Cincinnati (Ohio) ansässig war. Gründer war Frank J. Enger.

## Geschichte
1909 begann Enger mit der Herstellung hochrädriger Automobile mit eisenbeschlagenen Holzspeichenrädern und Zweizylindermotor eigener Fertigung. Bereits im darauffolgenden Jahr wandte er sich einem moderneren Auto zu, dem Enger 40, der mit kleineren, gummibereiften Holzspeichenrädern und Vierzylindermotoren ausgestattet war.
1915 kam das Modell 6-50 mit Sechszylindermotor heraus und im Jahr darauf der Twin-Six mit V12-Motor. Eine Besonderheit an diesem Motor war die Möglichkeit für den Fahrer, eine Zylinderbank durch Betätigung eines Hebels abzuschalten, um den Verbrauch zu reduzieren, wenn die volle Motorleistung nicht benötigt wurde. Es ist nicht bekannt, wie viel der vollen Motorleistung von 55 bhp (40 kW) unter diesen Umständen noch übrig blieb. In jedem Falle war dies ein frühes Beispiel für die heute wieder moderne Zylinderabschaltung.
Am 4. Januar 1917 erschoss sich Enger nach kurzer Krankheit selbst. Obwohl er seinem Vizepräsidenten Instruktionen zur Weiterführung der Firma hinterlassen hatte, stellte seine Witwe einen Konkursantrag, um das Firmenvermögen von US$ 330.000,– zu retten. Im März 1917 wurde die Herstellung der Enger-Fahrzeuge beendet.

## Modelle
| Modell                  | Bauzeitraum | Zylinder | Leistung         | Radstand     |
| ----------------------- | ----------- | -------- | ---------------- | ------------ |
| B / C / D               | 1909        | 2 Reihe  | 14 bhp (10,3)    | 2235–2286 mm |
| 40                      | 1910–1914   | 4 Reihe  | 40 bhp (29 kW)   | 2946–3048 mm |
| 6-50                    | 1915        | 6 Reihe  | 30 bhp (22 kW)   | 3175 mm      |
| Four                    | 1916–1917   | 4 Reihe  | 36 bhp (26,5 kW) | 2692 mm      |
| Twin Six / Twin Unit 12 | 1916–1917   | 12 V     | 55 bhp (40 kW)   | 2946 mm      |

## Produktionszahlen
Nachstehend aufgeführt die jährlichen Produktionszahlen.
| Jahr  | Produktionszahl |
| ----- | --------------- |
| 1909  | 171             |
| 1910  | 376             |
| 1911  | 573             |
| 1912  | 623             |
| 1913  | 411             |
| 1914  | 218             |
| 1915  | 712             |
| 1916  | 1113            |
| 1917  | 317             |
| Summe | 4514            |